# Messalina (film 1910)
Messalina è un cortometraggio del 1910 diretto da Mario Caserini.